# 普爾曼大罷工
普爾曼大罷工是美國在1894年5月11日的全國性鐵路罷工行動，從而影響美國勞動法。其中美國鐵路工會不滿經營鐵路運輸的普爾曼公司對立，而美國總統格羅弗·克里夫蘭領導的美國聯邦政府也介入其中。衝突起源於5月11日，近4,000名普爾曼公司僱員因為工資調降，而在芝加哥普爾曼發動野貓罷工。不過最終罷工和抵制行動，迫使密西根州底特律以西的大部分貨運和客運都無法運作。

## 外部連結
- United States Strike Commission, Report on the Chicago Strike of June–July, 1894. Washington, DC: Government Printing Office, 1895.
- Pullman Strike Timeline
- Chicago Strike （页面存档备份，存于）
- The Pullman Strike, Illinois During the Gilded Age 1866–1894, Illinois Historical Digitization Projects at Northern Illinois University Libraries